# Стеванович, Иван
И́ван Стева́нович (серб. Иван Стевановић; 24 июня 1983, Чачак, СФРЮ) — сербский футболист, правый защитник.

## Карьера

### Клубная
Начал играть в команде «Борац» из Чачака, где провёл 59 игр и забил 2 гола. Затем перебрался в ОФК из Белграда, в составе которого провёл 67 матчей и забил 1 гол. 5 июня 2008 подписал 3-летний контракт с белградским «Партизаном» с возможностью продления на год. Через год был продан во французский «Сошо» за 1 миллион евро. Сейчас играет в составе «гробарей» на правах аренды.

### В сборной
Был вызван на матч с Казахстаном 24 ноября 2007 года в рамках отбора на Евро-2008, который ничего не решал.